# UFC 89
UFC 89: Bisping vs. Leben fue un evento de artes marciales mixtas celebrado por Ultimate Fighting Championship el 18 de octubre de 2008 en el National Indoor Arena, en Birmingham, Reino Unido.

## Historia
Lyoto Machida fue programado para enfrentarse a Thiago Silva, pero una lesión de espalda obligó a Silva a retirarse de la pelea. La pelea fue reprogramada para UFC 94.
Después del evento, Chris Leben dio positivo por estanozolol, una sustancia prohibida. Fue suspendido por un período de 9 meses y una multa de un tercio de su cartera. Leben admitió que había usado la sustancia varios meses antes de la pelea.

## Premios extra
Cada peleador recibió un bono de $40,000.
- Pelea de la Noche: Paul Taylor vs. Chris Lytle
- KO de la Noche: Luiz Cané
- Sumisión de la Noche: Jim Miller